# Reino de Iorque

Mapa do Reino de Iorque.

Iorque escandinava (chamada na época Jórvík) ou Iorque dinamarquesa  é uma palavra utilizada por historiadores para denominar o sul da Nortúmbria (moderno condado de Iorque) no decorrer do fim do século IX e primeira metade do X, quando era governado por reis guerreiros nórdicos; em especial, é utilizado para se referir a Iorque, a cidade controlada por esses reis.
A monarquia nórdica controlava partes da Nortúmbria de 875 a 954; contudo, a região foi tomada e dominada por rápidos períodos por anglo-saxões entre 927 e 954 antes de ser enfim anexada por eles em 954. Foi particularmente associada ao muito mais antigo Reino de Dublim durante este período.

## História
Iorque foi estabelecida como a fortaleza romana de Eboraco e revivida como o porto comercial anglo-saxão de Eoforuíco. Foi tomada pela primeira vez em novembro de 866 por Ivar, o Desossado, comandando um enorme exército de viquingues dinamarqueses, nomeado de "Grande Exército Pagão" por cronistas anglo-saxões.
Uma investida viquingue contra Mércia na mesma época fracassou, e em 869 seus esforços contra Wessex foram inúteis em face da resistência dos reis Etelredo e Alfredo de Wessex. O arcebispo Vulfário parece ter contemporizado e cooperado com os nórdicos, pois foi afastado de Iorque quando uma revolta da Nortúmbria em 872 teve sucesso apenas momentaneamente; ele foi convocado de volta e deteve seu assento até seu falecimento. O rei víquingue Gutredo foi sepultado na Catedral de Iorque, uma evidência de que ele e o arcebispo tinham obtido um pacto duradouro.